# Đồng Sơn, Từ Châu
Đồng Sơn (chữ Hán giản thể: 铜山区, âm Hán Việt: Đồng Sơn khu) là một quận thuộc địa cấp thị Từ Châu, tỉnh Giang Tô, Cộng hòa Nhân dân Trung Hoa. Kinh tế quận này chủ yếu là nông nghiệp.
Quận này có diện tích 2.088 km², dân số 1,27 triệu người. Về mặt hành chính, quận Đồng Sơn được chia ra 22 đơn vị trấn, bao gồm: Đồng Sơn, Hà Kiều, Hoàng Tập, Mã Pha, Trịnh Tập, Liễu Tân, Lưu Tập, Đại Bành, Hán Vương, Tam Bảo, Đường Trương, Trương Tập, Phòng Thôn, Y Trang, Đan Tập, Từ Trang, Đại Hứa, Mao Thôn, Liễu Tuyền, Lợi Quốc.